# Nyrøysa
Nyrøysa (norwegisch) ist eine mit Geröll überlagerte Ebene an der Esmarch-Küste im Westen der subantarktischen Bouvetinsel. Sie liegt südöstlich des Norris-Riffs und südlich des Sees Selbadet am Westwindstranda.
Wissenschaftler des Norwegischen Polarinstituts benannten sie 1980.